# Hella Ruttkowski
Helene Marie „Hella“ Ruttkowski (* 13. Dezember 1920 in Nürnberg; † 16. November 2008 ebenda) war eine deutsche Opernsängerin (Alt).

## Leben

### Ausbildung und Anfänge
Hella Ruttkowski besuchte nach der Volkshauptschule ab 1931 das Lyzeum der Englischen Fräulein, das sie nach sechs Jahren mit der Mittleren Reife verließ. Von 1937 bis 1939 erhielt sie zunächst eine kaufmännische Ausbildung in Nürnberg. Ihre Gesangsausbildung absolvierte sie an der Opernschule des Städtischen Konservatoriums Nürnberg. Außerdem ließ sie ihre Stimme privat bei der Gesangspädagogin Julie Schützendorf-Koerner ausbilden.
Im August 1944 wurde Ruttkowski als Solistin, zunächst als sog. „Spielaltistin“, an das Opernhaus Nürnberg verpflichtet, dem sie ohne Unterbrechung bis zu ihrem Bühnenabschied im Dezember 1980 angehörte. In der Spielzeit 1943/44 sang sie im August 1944 in Wieland Wagners Neuinszenierung der Götterdämmerung die Partie der Floßhilde sowie die Zweite Norn.
Nach der kriegsbedingten Schließung aller deutschen Theater wurde Ruttkowski ab September 1944 zur Rüstungsarbeit bei den Nürnberger Siemens-Schuckert-Werken verpflichtet. Nachdem die Fabrik bei dem schweren Luftangriff auf Nürnberg am 2. Januar 1945 zerstört worden war, hielt sich Ruttkowski mit Gelegenheitsauftritten, u. a. vor verwundeten Wehrmachtssoldaten „über Wasser“. Nach Kriegsende sang sie in US-amerikanischen Militär-Clubs.

### Opernhaus Nürnberg

#### Anfangsjahre und Rollen
Mit der Wiederaufnahme des Spielbetriebs an den Städtischen Bühnen Nürnberg in der Spielzeit 1945/46 setzte Ruttkowski ihre Bühnenlaufbahn am Opernhaus Nürnberg fort. In der ersten Nürnberger Operninszenierung nach dem Zweiten Weltkrieg, Mozarts Die Zauberflöte, übernahm sie Ende Oktober 1945 die Rolle der Dritten Dame der Königin.
Im Verlauf ihrer Karriere sang Ruttkowski am Opernhaus Nürnberg Hauptrollen unterschiedlichster Fachrichtungen. Zu ihren Bühnenrollen gehörten zunächst „Hosenrollen“ wie Cherubino in Le nozze di Figaro (Neuinszenierung: Spielzeit 1948/49) und Hänsel in Hänsel und Gretel, später dann u. a. die Suzuki in Madame Butterfly, die Dorabella in Così fan tutte (Neueinstudierung, September 1950) und die Frau Reich in zwei Neuinszenierungen der Oper Die lustigen Weiber von Windsor.
Im Juni 1949 gehörte sie neben Cäcilie Reich (Marschallin), Kurt Böhme (Ochs auf Lerchenau) und Maud Cunitz (Octavian) in der Rolle der Annina zur Besetzung einer Festaufführung der Oper Der Rosenkavalier. In der Spielzeit 1949/50 sang sie u. a. die Santuzza in Cavalleria rusticana, den Niklaus in Hoffmanns Erzählungen (Januar/Februar 1950) und die Lady Pamela in einer Neueinstudierung von Fra Diavolo (Premiere: Mai 1950). Im Juli 1950 war sie unter der Regie von Rudolf Hartmann in der ersten Nürnberger Meistersinger-Inszenierung nach dem Zweiten Weltkrieg die Magdalene an der Seite von Trude Eipperle, Lorenz Fehenberger, Karl Kronenberg und Kurt Böhme. In der Spielzeit 1951/52 übernahm sie die Titelrolle in einer Neuinszenierung der Oper Carmen, die fortan als ihre besondere „Glanzpartie“ galt; ihr Bühnenpartner in dieser Produktion war Josef Traxel als Don José. Im Oktober 1952 sang sie die Maddalena in einer Rigoletto-Neuinszenierung. Im Dezember 1952 folgte die „Türken-Baba“ in der Nürnberger Erstaufführung von Das Leben eines Wüstlings. Mit großem Erfolg interpretierte sie in einer Neuinszenierung in der Spielzeit 1953/54 die Knusperhexe in Hänsel und Gretel, wodurch sie auch überregional bekannt wurde. Außerdem sang sie in der Spielzeit 1953/54 unter der Regie von Willi Domgraf-Fassbaender die Titelrolle in einer Neuinszenierung der Oper Mignon.
Ab Anfang der 50er Jahre wechselte Ruttkowski ins dramatische Fach mit Rollen wie Amneris in Aida (erstmals im März 1950, als Zweitbesetzung), Marina in Boris Godunow (Neuinszenierung, April 1953), der Hexe Ježibaba in Rusalka (Premiere: Spielzeit 1961/62) und Maria von Magdala in Die toten Augen (Premiere: Spielzeit 1963/64).
In der Spielzeit 1956/57 sang sie in Neuproduktionen erneut die Maddalena in Rigoletto (an der Seite von Cesare Curzi als Herzog) und die Dryade in Ariadne auf Naxos. Außerdem übernahm sie in der Spielzeit 1956/57 die Nancy in einer Neuinszenierung der Oper Martha. Insgesamt trat Ruttkowski im Laufe ihrer Karriere in über 150 verschiedenen Haupt- und Nebenrollen auf.

#### Ur- und Erstaufführungen
Ruttkowski war auch an mehreren Nürnberger Ur- und Erstaufführungen beteiligt. In der Spielzeit 1954/55 gehörte sie neben Sonja Knittel, Kurt Wehofschitz und Jonny Born zur Uraufführungsbesetzung der Spieloper Das Bad auf der Tenne von Friedrich Schröder. Im März 1962 wirkte sie am Opernhaus Nürnberg in der Uraufführung der Oper Der Glücksfischer von Mark Lothar mit.
Im Oktober 1963 gehörte sie, gemeinsam mit Sonja Knittel, als Bürgermeisterfrau Veronika zur Premierenbesetzung des einaktigen Singspiels Der Wunderdoktor von Georges Bizet, das mit dieser Inszenierung seine deutschsprachige Erstaufführung hatte. Die erfolgreiche Produktion blieb mehrere Spielzeiten im Programm, wurde vom ZDF für das Fernsehen aufgezeichnet und 1964 gesendet. In der Spielzeit 1968/69 sang sie unter der musikalischen Leitung von Hans Gierster als Wirtin Frau Wang in der Uraufführung der Oper Träume von Isang Yun.

#### Wechsel ins Charakterfach
Ab Mitte/Ende der 60er Jahre wechselte Ruttkowski in das Charakterfach in Oper und Operette, u. a. war sie die Mary in Der Fliegende Holländer, die sie erstmals bereits in der Spielzeit 1948/49 am Opernhaus Nürnberg gesungen hatte.
In der Eröffnungspremiere der Spielzeit 1964/65, einer Erstaufführung der Urfassung des Boris Godunow, bei der der designierte Nürnberger GMD Hans Gierster seine erste Neueinstudierung dirigierte, war sie in den Rollen von Xenias Amme und als Schenkwirtin besetzt. In der Spielzeit 1964/65 übernahm sie außerdem die Zigeunerin Czipra in einer Neuinszenierung der Strauß-Operette Der Zigeunerbaron. In der Spielzeit 1965/66 sang sie die Witwe Leokadja Begbick in Aufstieg und Fall der Stadt Mahagonny.
Es folgten zahlreiche Mütter- und Ammenrollen, u. a. die Marthe in Margarethe (Premiere: Spielzeit 1966/67), Irmentraut in Der Waffenschmied (Premiere: Spielzeit 1966/67), Hata in Die verkaufte Braut (Premiere: Spielzeit 1967/68) und Witwe Browe in Zar und Zimmermann (Premiere: Spielzeit 1966/67). In der Spielzeit 1970/71 sang sie die Giovanna in einer Rigoletto-Neuinszenierung. In der Spielzeit 1973/74 folgte die Kammerfrau der Lady in Macbeth.

#### Letzte Premieren und Bühnenabschied
Ab den 70er Jahren wirkte sie in Neuproduktionen hauptsächlich im Bereich der Operette und des Musicals mit. In der Spielzeit 1970/71 sang sie die Petronella in einer Neuinszenierung von Boccaccio.
In der Spielzeit 1971/72 verkörperte sie die Tanta Paula in einer Neuinszenierung von Paul Burkhards „Musikalischer Komödie“ Das Feuerwerk. In der Spielzeit 1973/74 übernahm sie die Rolle der Haushälterin Mrs. Pearce im Musical My Fair Lady, an der Seite von Kurt Leo Sourisseaux (Professor Higgins) und Marita Krâl (Eliza Doolittle).
In der Spielzeit 1974/75 war sie die Juno in Orpheus in der Unterwelt. In der Spielzeit 1977/78 sang sie die Wilhelmine Kuhbrot („Wimpel“) in Der Vetter aus Dingsda . In der Spielzeit 1978/79 übernahm sie in einer Neuinszenierung der Operette Der Vogelhändler die Rolle der Hofdame Adelaide. In der Neuinszenierung der Operette Gräfin Mariza (Premiere: Juli 1978) war sie in der Spielzeit 1978/79 alternierend mit Gerda Hensel als Fürstin Božena Guddenstein zu Clumetz zu sehen. Anfang 1979 sang sie noch einmal in einigen Vorstellungen die Rolle der Gräfin Palmatica in Der Bettelstudent. Ab Juni 1979 sang sie bis Ende Juni 1980 ihre letzten Vorstellungen als Mrs. Pearce in der Wiederaufnahme der My Fair Lady-Produktion aus der Spielzeit 1973/74.
In der Spielzeit 1979/80 gehörte sie in ihrer letzten Nürnberger Opernpremiere in der Rolle der Haushälterin Mrs. Baggott zur Besetzung von Benjamin Brittens neuinszenierter Kinderoper Der kleine Schornsteinfeger. Ab Januar 1980 trat sie nochmals als Tante Paula in der Wiederaufnahme der Produktion Das Feuerwerk auf. Im November 1980 stand sie nochmals als Adelaide in Der Vogelhändler auf der Bühne. Ihre letzten Bühnenauftritte am Opernhaus Nürnberg absolvierte Ruttkowski im November und Dezember 1980 als Tante Paula in Das Feuerwerk. Ihre Abschiedsvorstellung, bei der sie am Schluss mit einem Solovorhang und Blumen gewürdigt wurde, gab Ruttkowski am 2. Dezember 1980. Ende Dezember 1980 endete dann offiziell Ruttkowskis Vertrag mit den Städtischen Bühnen Nürnberg.

### Gastspiele
Ruttkowski gastierte während ihres Nürnberger Engagements  u. a. am Theater Augsburg und am Theater Heidelberg. In der Spielzeit 1959/60 war Ruttkowski die Marzelline (Berta) in Der Barbier von Sevilla in einer Aufführung der Bayerischen Staatsoper im Münchner Cuvilliés-Theater. Gelegentlich gastierte Ruttkowski auch an internationalen Bühnen, so im Januar 1958 am Teatro Nacional de São Carlos in Lissabon in Elektra und Die Walküre, 1959 beim Maggio Musicale Fiorentino in Ariadne auf Naxos (als Dryade, u. a. mit Montserrat Caballé gemeinsam im Nymphen-Trio) und im Juli 1963 in Die Walküre am Teatro Comunale in Florenz.
Ruttkowski war auch als Konzertsängerin tätig und wirkte, u. a. neben Karl Mikorey, in Kirchenkonzerten mit. Im November 1957 sang sie die Alt-Partie im Verdi-Requiem im Stadttheater Nürnberg. 1959/60 sang sie das Alt-Solo in Beethovens 9. Sinfonie bei Konzerten mit dem Fränkischen Landesorchester (Leitung: Max Loy) und dem Nürnberger Lehrergesangsverein.

### Privates
Ruttkowskis Verlobter fiel im Zweiten Weltkrieg an der Ostfront. 1948 heiratete sie den Schauspieler und späteren Nürnberger Buchhändler Hans Friedrich Rüssel († 1974). Aus der Ehe gingen zwei Söhne hervor. Hella Ruttkowski starb im Alter von 87 Jahren in ihrer Geburtsstadt Nürnberg.